# Structuurvisie Randstad 2040
De Structuurvisie Randstad 2040  is een metropolitane ontwikkelingsstrategie voor de Randstad uitgewerkt door de ministeries van minister Cramer (Milieu) minister Eurlings (Verkeer) en minister Verburg (Landbouw) en gepresenteerd in september 2008, om de concurrentiepositie van de Randstad te versterken. Deze structuurvisie is een vervolg op het advies Verbinden en Verknopen opgesteld door de VROM-raad, de Raad voor Verkeer en Waterstaat en de Raad voor het Landelijk Gebied uit maart 2008.
In de structuurvisie wordt gesteld dat er 500.000 woningen moeten bij komen in de Randstad, waarvan 200.000 in de grote steden, hoofdzakelijk als hoogbouw. Om het Groene Hart als groen middengebied van de Randstad te behouden, worden er aan de randen van steden grote stadsparken aangelegd.
Om de bereikbaarheid te verbeteren wordt ingezet op een betere aansluiting op het internationale spoorwegnet, en moeten meer treinen tussen steden gaan rijden.